# Яровая культура
Яровая культура — сельскохозяйственные культурные растения, вызревающие в течение одного вегетационного цикла, в отличие от озимых, нуждающихся для вызревания в двух циклах. К яровым относятся зерновые, технические, овощные, бахчевые культуры, которые высеваются ранней весной и вызревают уже к середине-концу лета, в зависимости от климатического пояса, давая урожай в год посева. Яровые культуры хорошо плодоносят на бедных почвах Нечерноземья и северо-запада.

## Разновидности
К яровым культурам относятся зерновые хлеба — яровые пшеница, рожь (ярица), ячмень, овёс; крупяные — просо, гречиха, рис; зернобобовые — горох, фасоль, чечевица; масличные — подсолнечник, соя, кунжут; прядильные — лён, хлопчатник; овощные — огурец, кабачок, укроп, салат, корнеплоды; кормовые травы — сераделла, яровая вика, суданская трава. В агрономии к яровым культурам относят двулетние растения, дающие урожай в год посева (капуста, многие корнеплоды), а также многолетние, выращиваемые в один вегетационный цикл (помидоры, табак, клещевина, петрушка).

## Возделывание
Яровые культуры занимают максимальные посевные площади в мировом земледелии, поскольку их выращивание возможно даже там, где озимые вымерзают из-за суровых условий. Например, картофель и корнеплоды успешно выращивают в Сибири и районах Крайнего Севера.
Максимальные площади занимают рис, пшеница, кукуруза, фасоль, соя, хлопчатник. В Советском Союзе яровыми культурами в 1977 году было занято 80 % посевных площадей, или 165,3 млн, из них большая часть приходилась на зерновые (103 млн га), кукурузу на силос (17,2 млн га) и технические культуры (14,7 млн га).
В начале 1980-х годов для роста продуктивности сельского хозяйства в СССР стали разрабатываться и к 1986 году внедрены в производство в массовых масштабах интенсивные технологии. В их комплекс включаются отбор и выращивание высокоурожайных сортов; размещение посевов по лучшим предшественникам; высококачественный посевной и посадочный материал; тщательная подготовка почвы и её удобрение минеральными и органическими веществами; регулирование влажностного режима (мелиорация или орошение); применение интегрированной системы защиты растений от болезней, вредителей и сорняков; своевременное и качественное выполнение всех технологических приёмов ухода за посевами и механизированной уборки и обработки урожая.
Применение интенсивных технологий позволило поднять урожайность зерновых колосовых в среднем на 7—8 центнеров с гектара, кукурузы на 8—10 ц, подсолнечника на 4 ц, сои на 3,5 ц, картофеля на 80 — 90 ц. Таким образом урожайность яровой пшеницы была доведена до 25 — 40 центнеров с гектара, кукурузы до 70—100, сахарной свёклы до 400—600, семян подсолнечника до 20—24, льноволокна до 13—15, картофеля до 300—450, томатов до 350—400 центнеров и более. Только зерна в 1986 году таким образом было получено дополнительно 24 млн т.